# Placówka Straży Celnej „Drożki”

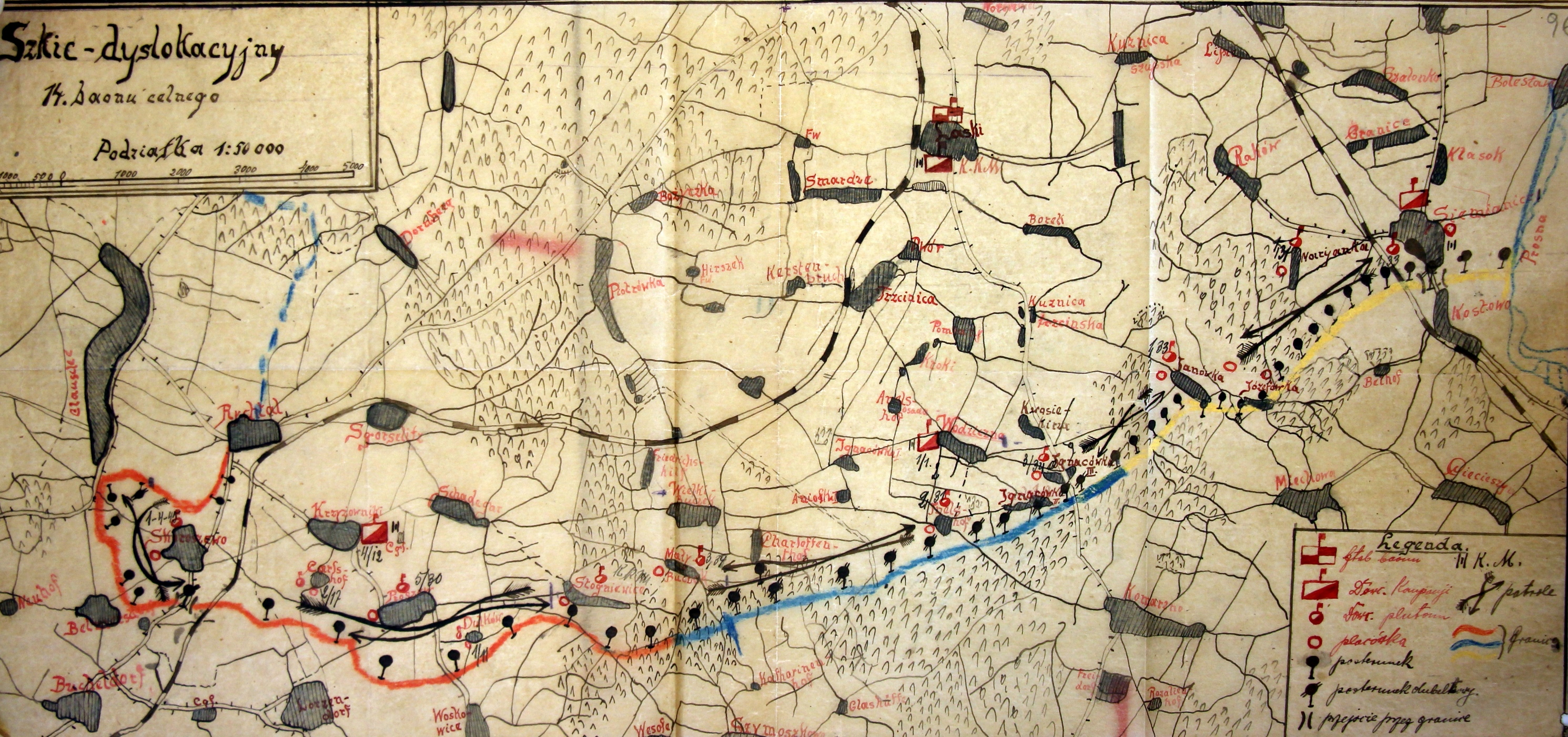
Rozmieszczenie 14 batalionu celnego

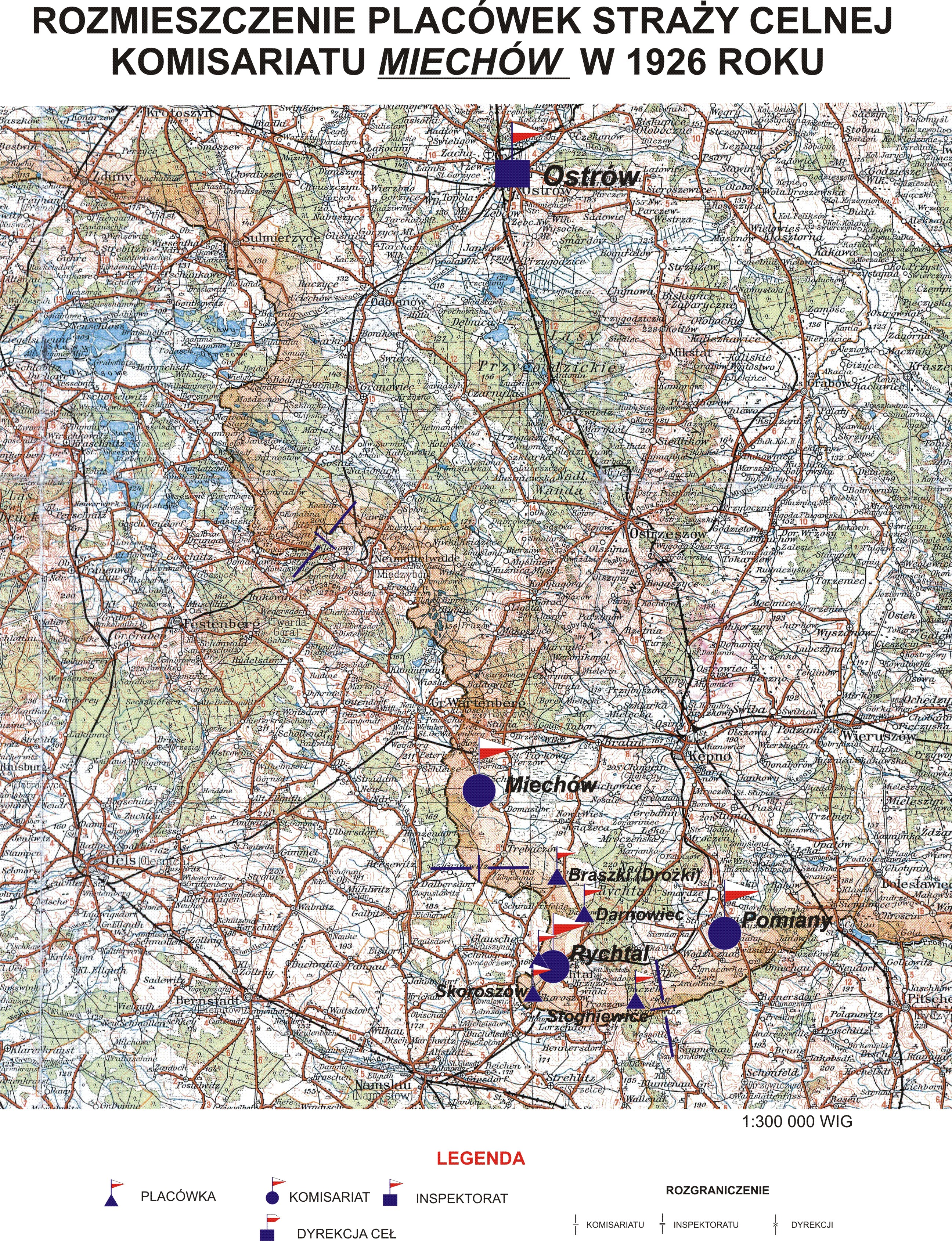
Rozmieszczenie placówek Straży Celnej Komisariatu Rychtal w 1926 r.

Placówka Straży Celnej „Drożki” – jednostka organizacyjna Straży Celnej pełniąca w okresie międzywojennym służbę ochronną na granicy polsko-niemieckiej.

## Formowanie i zmiany organizacyjne
Na wniosek Ministerstwa Skarbu, uchwałą z 10 marca 1920 roku, powołano do życia Straż Celną. Od połowy 1921 roku jednostki Straży Celnej rozpoczęły przejmowanie odcinków granicy od pododdziałów Batalionów Celnych. Proces tworzenia Straży Celnej trwał do końca 1922 roku. 
W 1921 roku na terenie Rychtala stacjonował sztab 4 kompanii 14 batalionu celnego. 4 kompania wystawiła placówkę w Drożkach.
23 października 1921 roku od 14 batalionu celnego ochronę granicy państwowej przejęła Straż Celna. Nowo powstały komisariat SC „Miechów” zorganizował placówkę między innymi w Drożkach. W listopadzie 1922 roku nastąpiła reorganizacja komisariatu SC „Miechów”. Placówka SC „Drożki” odeszła do nowo utworzonego komisariatu SC „Rychtal”. W 1926 roku placówka Straży Celnej „Drożki” była nadal  w podporządkowaniu komisariatu Straży Celnej „Rychtal” z Inspektoratu SC „Ostrów”.
W drugiej połowie 1927 roku przystąpiono do gruntownej reorganizacji Straży Celnej. W praktyce skutkowało to rozwiązaniem tej formacji granicznej. Ochronę północnej, zachodniej i południowej granicy państwa przejęła powołana z dniem 2 kwietnia 1928 roku Straż Graniczna.
Rozkazem nr 3 z 25 kwietnia 1928 roku w sprawie organizacji Wielkopolskiego Inspektoratu Okręgowego dowódca Straży Granicznej gen. bryg. Stefan Pasławski powołał komisariat Straży Granicznej „Słupia”. Placówka Straży Granicznej I linii „Drożki” znalazła się w jego strukturze.

## Funkcjonariusze placówki
Kierownicy placówki
| stopień    | imię i nazwisko, numer | okres pełnienia służby | kolejne stanowisko |
| ---------- | ---------------------- | ---------------------- | ------------------ |
| przodownik | Józef Ostrowski (1552) | był w 1926             |                    |

Obsada personalna placówki w 1926:
- przodownik Józef Ostrowski (1552)
- starszy strażnik Mikołaj Urbański (912)
- strażnik Piotr Nawrot (1228)
- strażnik Franciszek Banaszek (496)
- strażnik Antoni Herman (1111)